# كارولينا (بورتوريكو)
كارولينا (بالإسبانية: Carolina)‏، هي بلدة صغيرة تقع في شمال شرق من بورتوريكو، أسست سنة 1816 أثناء فترة الاستعمار الأسباني، يبلغ عدد سكان البلدة نحو 176,762 نسمة.

## معرض صور

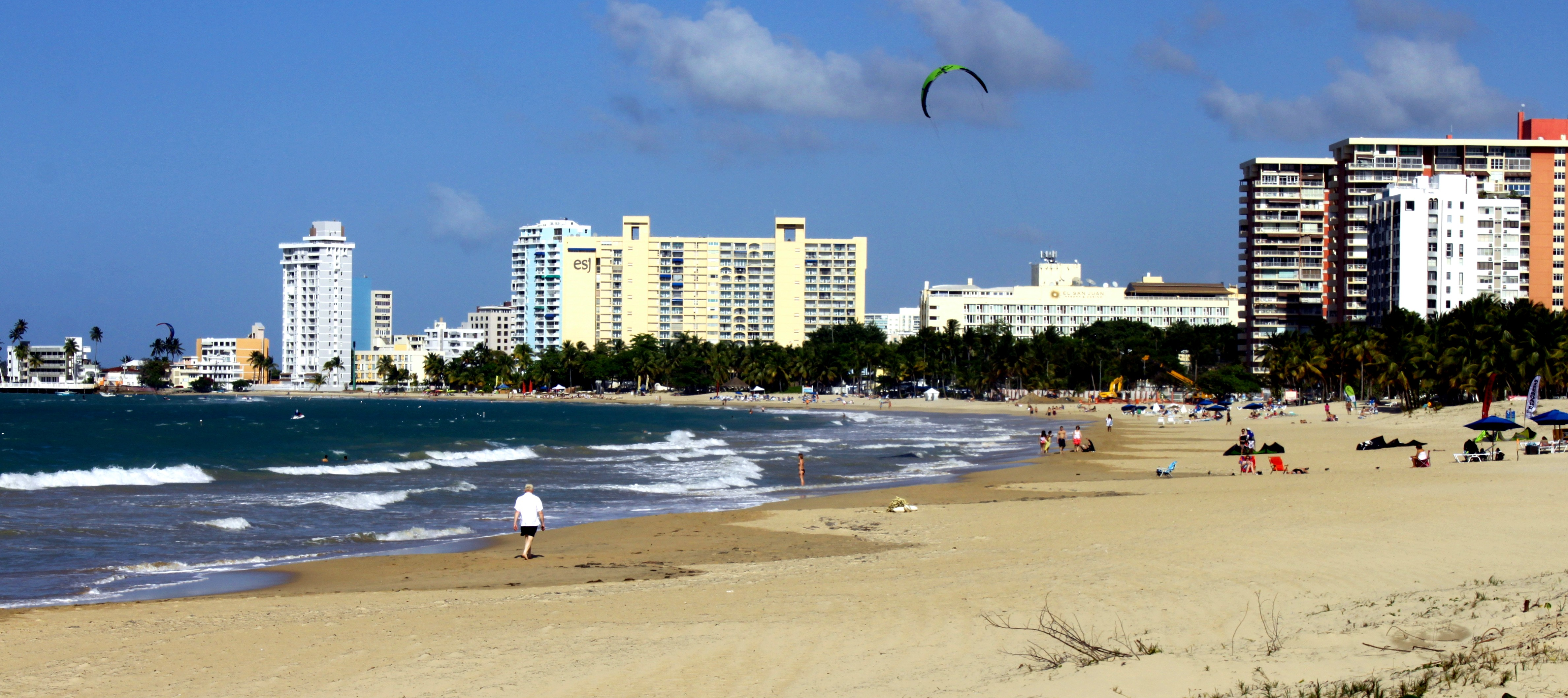
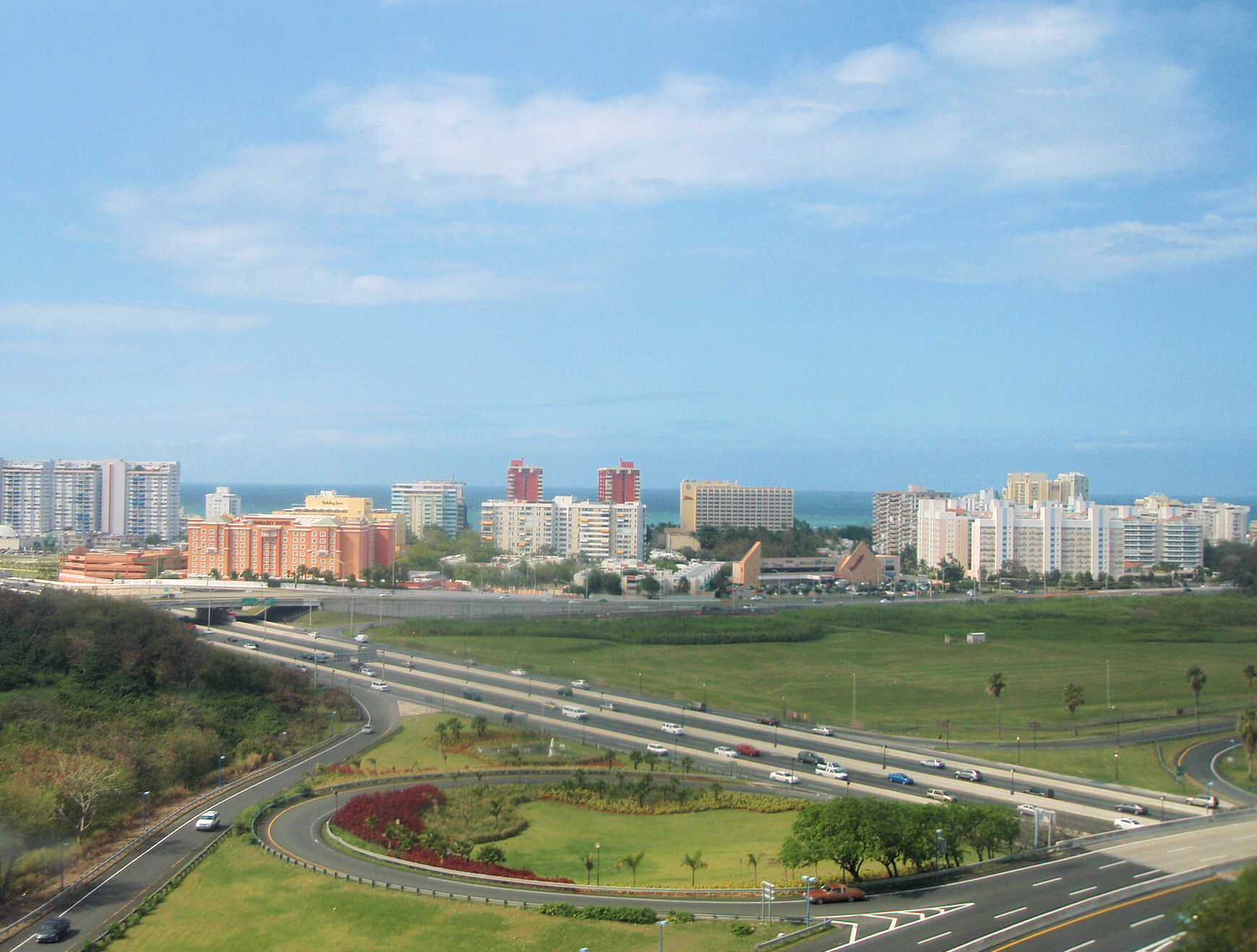
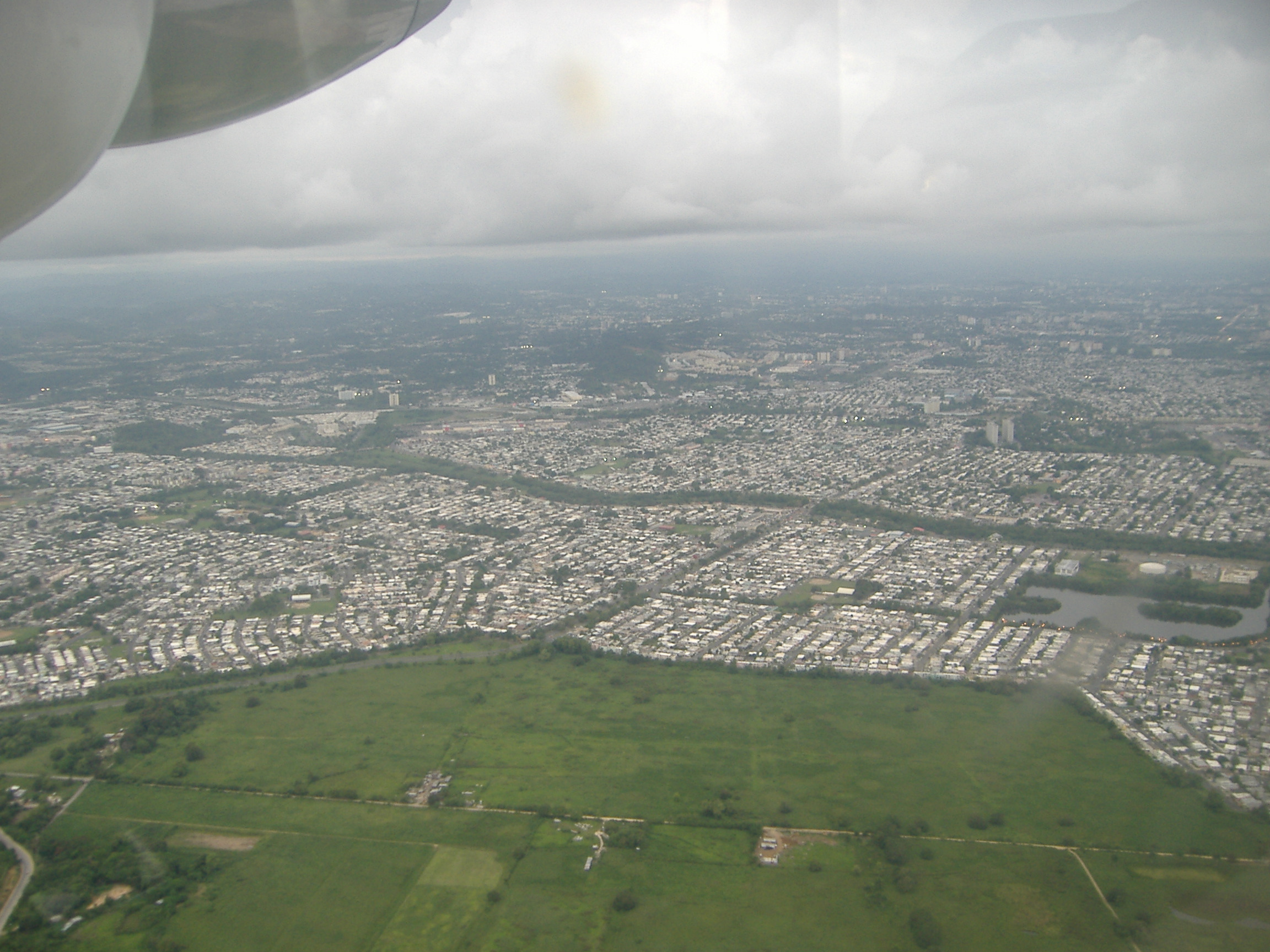
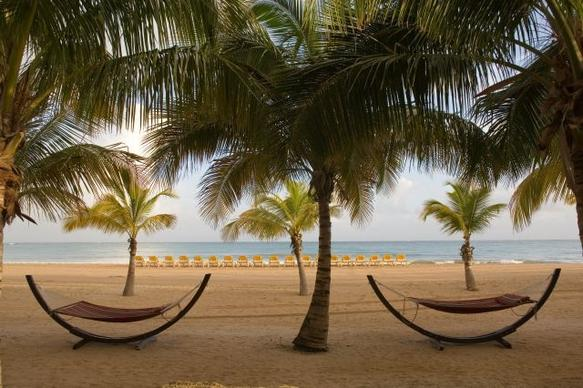

## أعلام
- إيمانويل جوزيه سانشيز
- هيكتور ريفيرا بيريز
- روبرت ترايلور
- رافاييل سيبيدا
- بيدرو كورتيس
- خوان سيزار كورديرو دافيلا
- ألفريدو أسكاليرا
- كيرميت سنترون
- سانتوس كولون
- روبين غوميز